# Генотропизъм
Генотропизмът (Genotropism) е понятие в психологията, въведено от Леополд Сонди като вид тропизъм и представя идеята, че инстинкта е генетичен по произход. Сонди смята, че „възможностите на вярата“ са регулирани от гени.
Въпреки че идеите му са изоставени в годините след смъртта му, съвременните открития на еволюционната психология могат отново да ги върнат на дневен ред, особено в областта на хомогамията.